# 布利秋
布 利秋（ぬの としあき、1887年（明治20年）8月30日 ‐ 1975年（昭和50年）6月15日） は、大正から昭和期の海外特派員、著述家、政治家。衆議院議員。

## 経歴
愛媛県北宇和郡吉野村（吉野生村を経て現松野町）で、布岩太郎の二男として生まれた。1911年（明治44年）早稲田大学政治経済科を卒業。さらに同大文科で地理学を学んだ。のちワシントン大学文科、ロンドン大学文科でも学ぶ。
コーストタイムス旬刊雑誌社主幹、外務省特務通信員、中央新聞海外派遣員を務め、18年間で世界60数か国を旅行し、1933年（昭和8年）中央アジアで消息不明となるなど「世界漫遊家」と称された。また著述業にも従事した。
戦後、1946年（昭和21年）4月の第22回衆議院議員総選挙に愛媛県全県区から出馬して当選。参議院制度への反対、叙勲恩給反対、耕地自由販売反対を主張し、民主党拡大準備会代表、国民協同党政調会復員部長などを務め、衆議院議員に1期在任した。のちに自由民主党同志会会員となった。

## 人物
奇行が多い人物であった。
- 1914年（大正3年）セオドア・ルーズベルトに対して「東洋人に対する差別をなくせよ、さもなくば余と決闘をもって黒白を決定されたい」との決闘状を送った[1][2]。
- 1969年（昭和44年）82歳で「生き葬式」を行い話題となった[1]。

## 国政選挙歴
- 第21回衆議院議員総選挙（愛媛県第3区、1942年4月、非推薦）落選[5]
- 第22回衆議院議員総選挙（愛媛県全県区、1946年4月、諸派）当選[1][2][4]
- 第23回衆議院議員総選挙（愛媛県第3区、1947年4月、民主党）落選[1][6]
- 第24回衆議院議員総選挙（愛媛県第3区、1949年1月、民主党）落選[7]

## 著作
- 『日本没落か?』万里閣書房、1930年。
- 『欧洲の不安とスペインの動乱 : それが極東にどう響くか』〈今日の問題パンフレット ; no.68〉今日の問題社、1936年。
- 『敗戦支那国際大論戦』一新会、1938年。
- 『北支案内記』北支研究会、1938年。